# Contea di Monroe (Arkansas)
La contea di Monroe, in inglese Monroe County, è una contea dello Stato dell'Arkansas, negli Stati Uniti. La popolazione al censimento del 2000 era di 10 254 abitanti. Il capoluogo di contea è Clarendon.

## Storia
La contea di Monroe fu costituita nel 1829.